# Sint-Salvatorkerk (Utrecht)

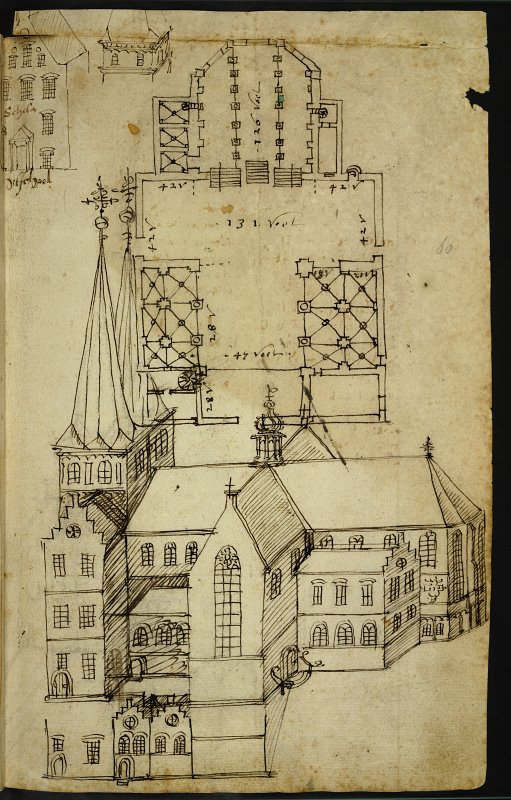
Sint-Salvatorkerk Utrecht, Zeichnung von Aernout van Buchel, um 1615

Die Salvatorkerk oder Oud-Munsterkerk war eine der fünf mittelalterlichen Stiftskirchen in der niederländischen Stadt Utrecht. Sie lag unmittelbar südlich des Doms und wurde 1587 abgebrochen.

## Geschichte
Die erste Salvatorkirche wurde vom Heiligen Willibrord vielleicht um 695, jedenfalls vor 724 gegründet. Unter Bischof Balderich von Utrecht wurde die Kirche im 10. Jahrhundert umgebaut. 1131 und 1253 wurde St. Salvator durch Brand beschädigt. Im Spätmittelalter erfuhr der romanische Kirchenbau eine gotische Umgestaltung. Nach Einführung der Reformation 1587 wurde die Kirche restlos abgebrochen.